# 十甲基二茂鈷
十甲基二茂鈷是一种有机钴化合物，分子式为Co(C5(CH3)5)2 ，缩写为 CoCp*
2 .它在常溫常壓是一种深棕色固体。该化合物在有机金属化学中用作强还原剂。

## 合成
十甲基二茂钴可通过用 CoCl2和LiCp*反應制备得來：
2 LiCp* + CoCl2   →   2 LiCl  + CoCp*2
由于甲基的诱导作用，十甲基二茂鈷比二茂鈷对空气更敏感。它是一种热稳定的化合物，可在真空中昇華。

## 成鍵
十甲基二茂鈷是茂金属，具有理想的D5d對稱點群。与二茂钴一样，十甲基二茂鈷在其价電子壳層中具有19个电子数并且是顺磁性的。
十甲基二茂鈷可用作单电子还原剂。相对于二茂铁/二茂铁陽離子对，在二氯甲烷中[CoCp*2]+/0对的氧化还原电位为-1.94 V，而[CoCp2]+/0对的氧化还原电位为为-1.33 V。为了比较，在二氯甲烷中氧化还原二茂铁/二茂铁陽離子的氧化還原对与其十甲基化衍生物 FeCp*2+/0的氧化還原对之间的氧化還原電位差异为-0.59 V。 

## 结构
十甲基二茂鈷和十甲基二茂铁具有非常相似的结构。然而，十甲基二茂鈷的鈷相較18電子規則，具有额外的电子，而其占据相对于Co-C键的反键轨道。室温下棋Co-C鍵距离為2.118Å，略长于其他茂金属，例如二茂铁中的 Fe-C 键長，并且比其母体二茂鈷在室温下Co-C鍵的2.096Å鍵長上許多。(在氣相中，二茂鈷中的 Co-C鍵長为 2.119 Å，与十甲基二茂鈷的 Co-C键长幾乎相同)。 
十甲基二茂鈷可和C60進行氧化还原反应：
2CoCp*2 + C60 → 2[CoCp*2]+ + [C60]2−